# Georges Jadin
Georges Jadin,  född den 31 augusti 1771 i Versailles, död omkring 1813, var en fransk musiker. Han var son till Jean-Baptiste Jadin samt bror till Louis Emmanuel Jadin och Hyacinthe Jadin. 

## Biografi
Georges Jadin föddes 1771. Han var den yngsta brodern till Louis Emmanuel Jadin och Hyacinthe Jadin. Jadin, som var sånglärare i Paris, utgav flera romanssamlingar.